# Bisdom Tivoli
Het bisdom Tivoli (Latijn: Dioecesis Tiburtina; Italiaans: Diocesi di Tivoli) is een in Italië gelegen rooms-katholiek bisdom met zetel in de stad Tivoli in de provincie Rome. Het bisdom staat als immediatum onder rechtstreeks gezag van de Heilige Stoel.

## Geschiedenis
Het bisdom bestaat sinds de 2e eeuw en is altijd direct onderhorig geweest aan de Heilige Stoel. In 2002 werd een gedeelte van het territorium van de Abdij van Subiaco bij Tivoli gevoegd.

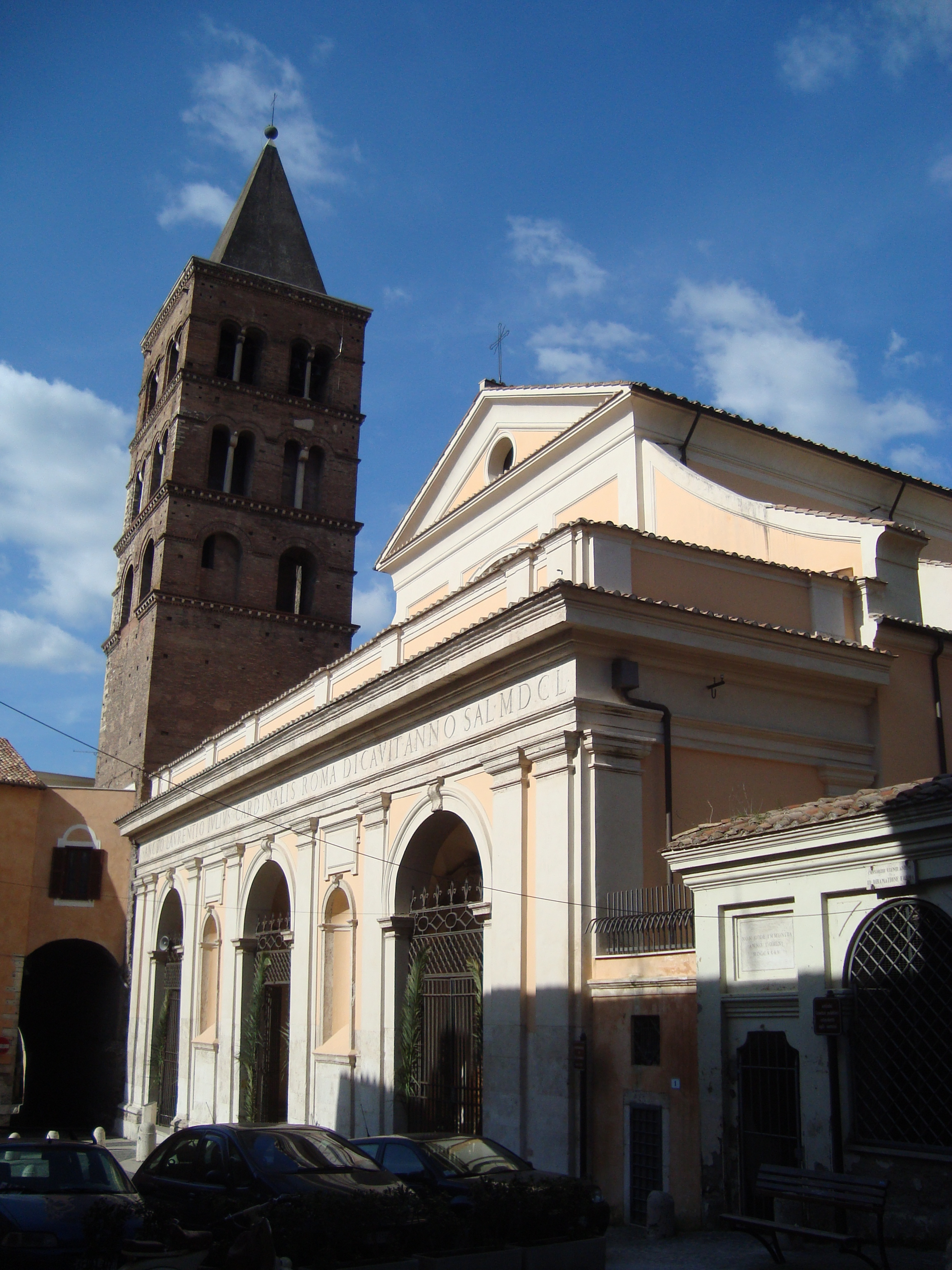
Kathedraal van Tivoli